# 微類星體
微類星體是類星體的小型表親。其命名看得出來是源自類星體，而兩者間有些共同點：強烈且時變的無線電波放射，常表現成無線電波噴流（radio jet），以及一個圍繞黑洞的積氣盤（accretion disk）。在類星體，黑洞具有超級大的質量（百萬計的太陽質量）；在微類星體，黑洞質量為幾個太陽質量。在微類星體，堆積的質量體來自一顆普通的恆星，而且積氣盤在可見光區與X射線區具有非常高的亮度。微類星體有時候稱作「無線電波噴流X射線雙星」，以和其他的X射線雙星（X-ray binaries）做區別。一部分的無線電波放射來自於相對論性噴流（近光速），常表現出外顯的超光速運動。
微類星體在研究相對論性噴流方面極為重要。噴流成形於黑洞附近，而黑洞附近的時間尺度和黑洞質量成比例關係。因此，尋常的類星體要幾百年才做的改變，微類星體可以在一天內完全經歷。